# Priscula paeza
Priscula paeza là một loài nhện trong họ Pholcidae. Loài này được phát hiện ở Colombia.